# 赤ちゃん教育

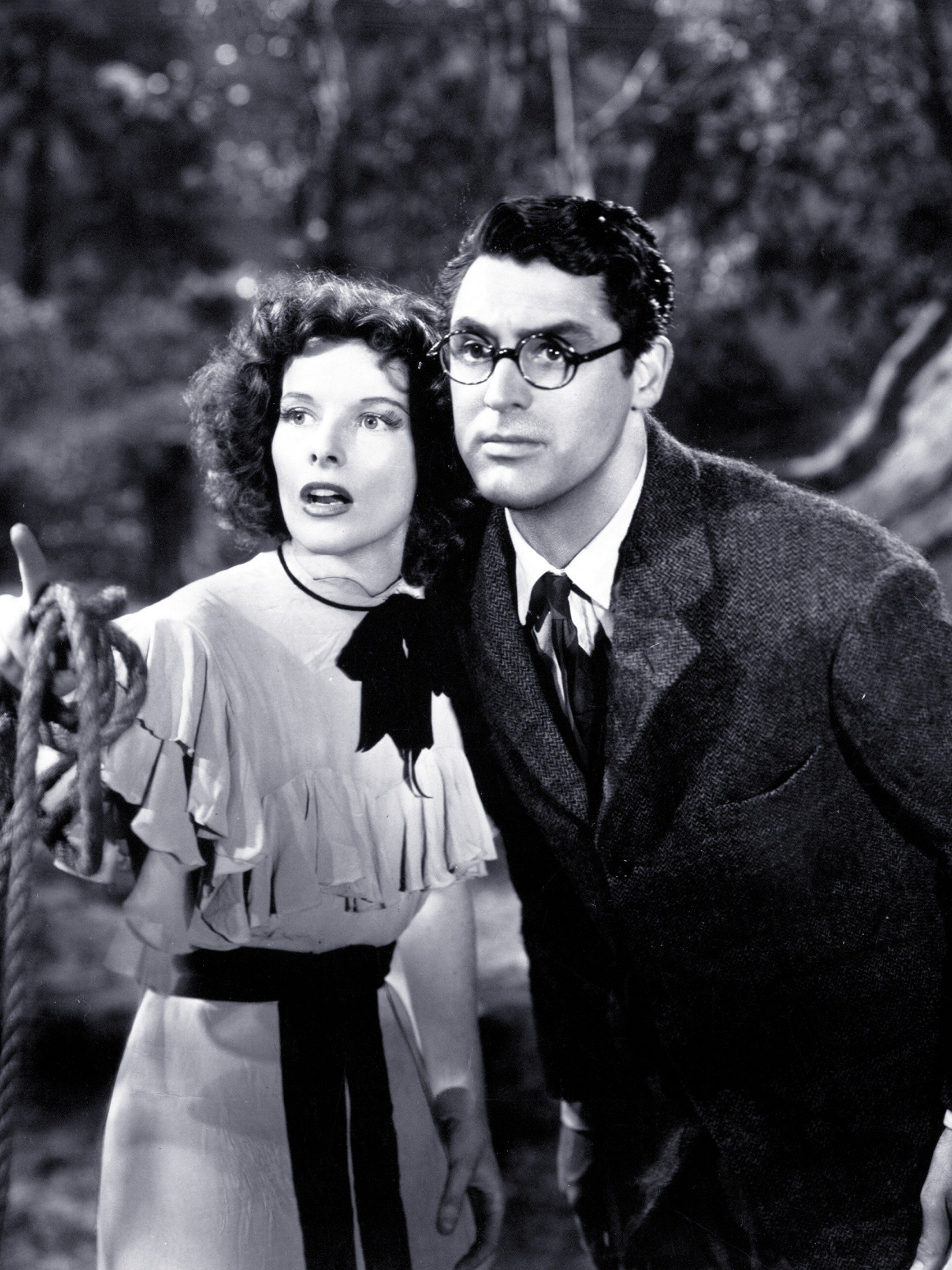
キャサリン・ヘプバーン（左）とケーリー・グラント

『赤ちゃん教育』（あかちゃんきょういく、Bringing Up Baby）は1938年RKO制作のスクリューボール・コメディ。

## ストーリー
"Baby"（「赤ちゃん」）という名のヒョウを飼うわがままな令嬢と、彼女に振り回される真面目な古生物学者を描く。

## キャスト
- スーザン：キャサリン・ヘプバーン（吹替：今井和子）
- デイヴィッド：ケーリー・グラント（吹替：矢島正明）
- エリザベス：メイ・ロブソン
- アップルゲイト：チャーリー・ラグルス

※日本語吹替：初放送1970年6月29日 13:00-14:26 東京12チャンネル『奥様映画劇場』

## 評価
キャサリン・ヘプバーン演じるスーザンはホークス的女性像の典型例と評されている。